# Menotti Jakobsson
Menotti Jakobsson (né le 7 juillet 1892 et décédé le 26 décembre 1970) est un ancien sauteur à ski et spécialiste suédois du combiné nordique.

## Palmarès

### Jeux olympiques
| Épreuve / Édition | Chamonix 1924 |
| Saut à ski        | 7e            |
| Combiné nordique  | 8e            |

### Championnat de Suède de combiné nordique
- Il a été champion de Suède du combiné nordique en 1917.

### Championnat de Suède de saut à ski(de)
- Il a été champion de Suède de saut à ski en 1917 et en 1921.